# توفيق الخالدي
توفيق عبد القادر الخالدي هو سياسي وعسكري عراقي ويرجع نسبه إلى خالد بن الوليد. ولد في بغداد عام 1878، واغتيل في بغداد في 22 شباط 1924.

## الدولة العثمانية
درس في المدرسة الرشدية العسكرية ثم في الاعدادية العسكرية وبعدها أرسل إلى إسطنبول ليدرس في الكلية العسكرية، وتخرج منها برتبة ملازم ثانٍ وعاد إلى بغداد، وبقى في الجيش حتى وصل إلى رتبة رئيس، ثم انتخب نائباً في مجلس المبعوثان عن بغداد عام 1914، ثم سافر إلى إسطنبول مع من انتخب من العراقيين، والتقى هنالك بالأمير فيصل بن الحسين، ثم تطوع للالتحاق في جبهة العراق ضد البريطانيين لكنه رجع إلى إسطنبول بعد انهيار جهود المقاومة فيها، ثم انتقل إلى برلين.

## المملكة العراقية
عين متصرفاً لمدينة بغداد، ثم عين وزيراً للداخلية في الوزارة النقيبية الثانية عام 1922 خلفا للحاج رمزي بك وقد اعترض الملك فيصل الأول على إشغاله لمنصب وزير الداخلية في تلك الحكومة وكان ذلك سبباً في تأخر استلامه مهام منصبه كوزير للداخلية، والسبب هو توجهاته الداعية لإقامة نظام جمهوري في العراق، والتي كانت تنازعه منذ أيام دراسته في ألمانيا وتعاطفه مع الحركة الكمالية في تركيا واتجاهاتها الجمهورية.
وأصبح وزيراً للعدلية في الوزارة النقيبية الثالثة في العام نفسه.

## اغتياله
اغتيل توفيق الخالدي مساء يوم الجمعة 22 شباط 1924، وذلك حين كان توفيق عبد القادر الخالدي ذاهباً إلى داره في محلة جديد حسن باشا، بعد أن تعرض إلى إطلاق عيارات نارية أردته قتيلاً لساعته، وقد هرب الجاني حالاً، وأسرعت الشرطة بعد الواقعة بدقائق إلى مكان الحادث ووجدته قد فارق الحياة، وأن الجاني قد هرب.
بين الكشف الطبي أن العيارات النارية هي من مسدس نوع «برونيك» وأن الرصاصات قد اجتازت من ظهره إلى قلبه وقد أدت إلى وفاته في الحال وسجل الحادث ضد مجهول، وقد استغل الجاني فرصة عودة توفيق عبد القادر الخالدي من زيارته لعبد الرحمن الكيلاني النقيب ليقوم باغتياله.
يعتقد أن القاتل هو شاكر القرغولي، بينما قال آخرون أن القاتل هو عبد الله سرية أو ساعد القرغولي على التنفيذ.
ذكر عبد الرزاق الحسني، مؤلف كتاب تاريخ الوزارات العراقية، أن عبدلله سرية قام بقتل توفيق عبد القادر الخالدي بالاشتراك مع شاكر القرة غولي، وأنه كان عضواً في جمعية سرية هدفها الفتك بمن يميل لارضاء بريطانيا، وان توفيق عبد القادر الخالدي كان أحدهم.